# Seminar

Seminar anlässlich des 10. Jubiläums der Wikipedia auf Bengalisch im Jahr 2015

Ein Seminar ist eine Lern- und Lehrveranstaltung, die dazu dient, Wissen und wissenschaftliche Fertigkeiten in kleinen bis mittelgroßen Gruppen interaktiv zu erwerben oder zu vertiefen. Seminare werden von einem Seminarleiter beziehungsweise Trainer durchgeführt.

## Geschichte
Der Begriff Seminar (lateinisch Seminarium) lässt sich auf den lateinischen Ausdruck seminare („säen“) oder seminarium („Pflanzstätte, Baumschule, Pflanzschule“) aus dem 16. Jahrhundert zurückführen. Diese Art der Lehrveranstaltung wurde zu Beginn des Idealismus im 18./19. Jahrhundert wieder eingeführt. Wie in der mittelalterlichen Universitas wurden dabei die Studierenden grundsätzlich als gleichberechtigte Teilnehmer in der wissenschaftlichen Arbeit angesehen.

## Seminare an Hochschulen
Seminare an Hochschulen – teilweise auch Akademische Seminare genannt – dienen der wissenschaftlichen Vertiefung und können zu beliebigen Themen des jeweiligen Fachgebiets angeboten werden. Im Gegensatz zur Vorlesung zeichnen sie sich durch größere Interaktivität von Leiter und Seminarteilnehmern aus und sollen insbesondere Praxiswissen vermitteln. Dazu soll in übersichtlichen Gruppen mit etwa fünf bis dreißig Teilnehmern gearbeitet werden, in Form von Übungen, Diskussionen und Referaten der Studierenden (Lernen durch Lehren). Am Ende eines Seminars ist häufig eine Seminararbeit zu erstellen oder vereinzelt eine Klausur zu absolvieren.
Dem Anspruch, in einer kleinen Gruppe intensiv zu arbeiten, stehen in der Realität einiger Fachrichtungen an einigen deutschen Hochschulen häufig Teilnehmerzahlen von 40 bis zu 100 Studierenden entgegen. Dort sind Seminare oft „von Studierenden gehaltene Vorlesungen mit nicht ganz so vielen Zuhörern“ oder „Vorlesungen, bei denen der Dozent die Studierenden durch Fragen, Rückmeldungen oder andere Aktivitäten einbindet.“
Bisweilen wird zwischen Proseminaren für Anfänger im Grundstudium und Mittel-, Vertiefungs- und Hauptseminaren für Studierende im Hauptstudium unterschieden. Oberseminare werden als Spezialseminare nach dem Hauptseminar angesiedelt. Gelegentlich wird ein solches Oberseminar für Examenskandidaten auch Privatissimum oder Examenscolloquium genannt.
Eine besondere Form des Seminars ist das Forschungsseminar, bei dem Forscher noch unveröffentlichte Ergebnisse vorstellen, um Anregungen und Kritik zu erhalten.
Die Wissenschaft, die effizientes Lehren und Lernen in Seminaren und anderen Lehrveranstaltungen erforscht und lehrt, heißt Hochschuldidaktik.

## Seminare in der Erwachsenenbildung
Seminare im Rahmen der Erwachsenenbildung, der betrieblichen Fortbildung, der Volkshochschule oder als Veranstaltungen weiterer Bildungsträger oder auch der Jugendbildung sind interaktive Lernveranstaltungen mit Werkstattcharakter. Moderne Methodik und Didaktik bestimmen die Arbeit in Lerngruppen (Soziales Lernen). Der Seminarleiter gestaltet ein Lernklima, in dem die Lernenden möglichst optimale Bedingungen für eigenverantwortliches Lernen finden. Meist ist dieses Lernen erfahrungsorientiert (Handlungsorientierter Unterricht).